# Beatricebladroller
De beatricebladroller (Aethes beatricella) is een vlinder uit de familie bladrollers (Tortricidae). De wetenschappelijke naam is voor het eerst geldig gepubliceerd in 1898 door Walsingham.
De soort komt voor in Europa.